# Głowacz białopłetwy
Głowacz białopłetwy, głowacz pospolity (Cottus gobio) – gatunek drapieżnej, słodkowodnej  ryby skorpenokształtnej z rodziny głowaczowatych (Cottidae).

## Występowanie
Europa z wyjątkiem północnej Skandynawii, Włoch, Grecji, Irlandii, Szkocji i południowej części Półwyspu Iberyjskiego. Populacja z północno-wschodniej części zlewiska Adriatyku opisywana była jako odrębny gatunek Cottus ferrugineus – głowacz dalmatyński.
Żyje w  rwących potokach z czystą, dobrze natlenioną wodą, rzekach i jeziorach z kamiennym lub żwirowo-kamiennym dnem oraz słonawych wodach estuariów dużych rzek. Prowadzi przydenny tryb życia. Większość czasu spędza schowany pod kamieniami. Bardzo czuły na zanieczyszczenie wody i spadki zawartości tlenu.

## Opis
Osiąga 10-15(18) cm długości. Ciało krępe, lekko grzbietobrzusznie spłaszczone, zwężające się ku tyłowi, nagie (bez łusek). Szeroka, duża głowa z dużym otworem gębowym w położeniu końcowym oraz wysoko osadzonymi oczami. Dwie płetwy grzbietowe, druga większa i dłuższa, szerokie płetwy piersiowe. Pęcherz pławny szczątkowy, przez co porusza się wyłącznie skokami.
Ubarwienie zmienne, w zależności od środowiska. Osobniki żyjące na jasnym podłożu mają ciało brązowawe, zaś na ciemnym podłożu spotyka się osobniki nawet prawie czarne. Na wszystkich płetwach, z wyjątkiem brzusznych, występują ciemne paski. Płetwy brzuszne białe, pozbawione pasków.

## Odżywianie
Żeruje o zmierzchu. Żywi się bezkręgowcami, głównie owadami i skorupiakami. Zdobycz wyszukuje w szczelinach między kamieniami. Wbrew spotykanym w literaturze opiniom ikra i larwy innych ryb nie są podstawowym pokarmem głowacza białopłetwego. Informacje te dotyczą głowacza pręgopłetwego.

## Rozród
Trze się w IV i V. Ikra jest zazwyczaj składana na spodniej stronie kamieni, czasem w jamkach na piaszczystym dnie. Samiec wynajduje wśród kamieni odpowiednie miejsce, które samica dokładnie oczyszcza. Jaja są stosunkowo duże (do 2 mm), samiec strzeże ich, zapewniając stały dopływ świeżej natlenionej wody wachlującymi ruchami płetw. Wylęg następuje po około 3 tygodniach.

## Ochrona
Gatunek zagrożony w skali europejskiej (kat. LC), ujęty w dyrektywie habitatowej UE. W Polsce objęty częściową ochroną. Gatunek umieszczony również w Polskiej czerwonej księdze zwierząt z kategorią NT.